# Plobannalec-Lesconil
 Plobannalec-Lesconil  (en bretón Pornaleg-Leskonil) es una población y comuna francesa, situada en la región de Bretaña, departamento de Finisterre, en el distrito de Quimper y cantón de Guilvinec.

## Demografía
| 2916 | 2831 | 2835 | 2844 | 3022 | 3007 |
| Para los censos de 1962 a 1999 la población legal corresponde a la población sin duplicidades (Fuente: INSEE [Consultar]) |      |      |      |      |      |